# Devondrick Walker
Devondrick Walker (Garland, Texas, 11 de julio de 1992) es un baloncestista estadounidense que pertenece a la plantilla del VEF Riga de la Latvijas Basketbola līga. Con 1,96 metros de estatura, juega en la posición de escolta.

## Trayectoria deportiva

### Universidad
Tras pasar su temporada freshman en la Universidad Estatal del Noroeste de Oklahoma, jugó tres temporadas más con los Lions de la Universidad Texas A&M-Commerce de la División II de la NCAA, en las que promedió 10,7 puntos, 3,6 rebotes y 1,5 asistencias por partido. En su última temporada fue incluido en el segundo mejor quinteto de la Lone Star Conference.

### Profesional
Tras no ser elegido en el Draft de la NBA de 2014, en octubre fichó por los Austin Spurs de la NBA D-League, con los que jugó una temporada, en la que sólo pudo promediar 3,0 puntos y 1,5 rebotes por partido saliendo desde el banquillo.
Después de quedarse sin equipo, no fue hasta enero de 2016 cuando volvió a las pistas al firmar con los Westchester Knicks, con los que acabó la temporada promediando 4,8 puntos y 2,2 rebotes por encuentro.
Comenzó la temporada 2016-17 con los Knicks, pero en diciembre de 2016 fue traspasado a los Delaware 87ers a cambio de Von Wafer. Sus estadísticas al término de la temporada fueron de 12,0 puntos y 2,8 rebotes por partido en el cómputo de ambos equipos, lo que le valió para ser elegido Jugador más mejorado de la NBA D-League.
El 22 de agosto de 2021, firma por el  VEF Riga de la Latvijas Basketbola līga.